# Utah
Utah (wymowa: /ˈjuːtɑː/ⓘ) – stan na środkowym zachodzie Stanów Zjednoczonych, leżący na obszarze Wielkiej Kotliny (północno-zachodnia część stanu) i Wyżyny Kolorado (południowo-wschodnia część). Graniczy na północy z Idaho i Wyoming, na wschodzie z Kolorado, na południowym wschodzie z Nowym Meksykiem (w jednym punkcie), na południu z Arizoną i na zachodzie z Nevadą. W dniu 4 stycznia 1896 roku prezydent Grover Cleveland proklamował Utah jako czterdziesty piąty stan Stanów Zjednoczonych.
Nazwa „Utah” pochodzi od nazwy tubylczych amerykanów – Indian Ute. Istnieją dwie teorie pochodzenia słowa: pierwsza, iż pochodzi ono z dialektu Ute (należącego do języków uto-azteckich) i oznaczającego „ludzi gór”, druga – iż pochodzi od słowa yuttahih z języka Apaczów (należącego do języków atapaskańskich), a znaczącego ten/ci którzy są wyżej.
Utah jest znane z bycia jednym z najbardziej homogenicznych religijnie stanów Stanów Zjednoczonych. Ponad połowa mieszkańców jest zdeklarowanymi mormonami.

## Etymologia
Pierwowzorem jest nazwa z języka Apaczów Juttahih „ten, który mieszka wyżej”, to jest w górach White Mountains „góry białe”. Mormoni kolonizując kraj nad Wielkim Jeziorem Słonym, nazwę tę przenieśli (1847) w formie Ute na tamtejsze plemiona indiańskie.

## Warunki naturalne
Stan leży na obszarze Gór Skalistych, Wielkiej Kotliny i Wyżyny Kolorado. Obszar stanu jest wyżynny i górzysty. W północno-zachodniej części stanu rozpościerają się bezodpływowe Wielkie Jezioro Słone i Wielka Pustynia Słona.

## Klimat
Klimat stanu jest podzwrotnikowy, wybitnie suchy. Według klasyfikacji klimatów Köppena klimat Utah należy do stref BWh (klimat pustyń podzwrotnikowych), BWk (klimat pustyń stref umiarkowanych) i BSh (klimat stepów) z dużym oddziaływaniem klimatu górskiego, ze względu na obecność gór, których wysokość sięga 4123 m n.p.m. (Kings Peak).

### Opady
Opady w Utah należą do najniższych w Stanach Zjednoczonych. Niewielkie opady są spowodowane położeniem Utah w cieniu opadowym gór Sierra Nevada, a ponadto wschodnia część w cieniu opadowym łańcucha Wasatch. Wyróżnia się dwa kierunki napływu wilgotnego powietrza zawierającego potencjalnie wodę opadową. W okresie zimowym, od października do maja, z kierunku zachodniego napływa wilgotne powietrze pacyficzne. Spowodowane jest to często występującymi w tym okresie sztormami na Oceanie Spokojnym, których kierunek przemieszczania jest wschodni. W okresie letnim dociera do Utah, szczególnie jego wschodniej części, powietrze monsunowe znad Zatoki Meksykańskiej.
Większość terenów o nizinnym charakterze rzeźby terenu (mimo dużego wyniesienia nad poziom morza) ma opady na poziomie poniżej 305 mm rocznie. Nieco wyższe opady ma korytarz, którym poprowadzona jest autostrada I-15, gdyż wynoszą 381 mm. Rejon Wielkiej Pustyni Słonej otrzymuje mniej niż 127 mm rocznie opadów. Szczyty górskie w Utah mogą jednak otrzymywać opady na poziomie 1500 mm.
W zimie śnieg może zdarzać się na terenie całego stanu jednak najczęściej ogranicza się do wierzchołków gór oraz dolin na południu. Jednak i tutaj zdarzają się różnice, gdyż rejon miasta St. George, leżącego w południowo-zachodnim krańcu stanu ma średnio rocznie tylko 8 cm śniegu, podczas gdy Salt Lake City ze względu na wpływ sąsiedztwa Wielkiego Słonego Jeziora otrzymuje rocznie nawet 152 cm śniegu. Tak wysokie opady śniegu sprzyjały podjęciu decyzji o przyznaniu Salt Lake City organizacji Zimowych Igrzysk Olimpijskich w 2002 roku. Rekordowe opady śniegu w SLC miały miejsce zimą 1951/52 kiedy suma wyniosła 287,4 cm. Rejony górskie Utah, jak na przykład pasmo górskie Wasatch otrzymują rocznie nawet do 1270 cm śniegu.

### Temperatura
Temperatura w stanie Utah przyjmuje szeroki zakres wartości. Zimą, w zależności od wysokości spadki mogą być bardzo znaczne, natomiast lato jest upalne w całym stanie z wyjątkiem szczytów gór. Leżące na północy i wschodzie góry zabezpieczają przed napływem arktycznego powietrza w zimie, choć sporadycznie taki napływ się zdarza. Średnia maksymalna temperatura stycznia zawiera się pomiędzy −1 °C na północy i prawie 13 °C w St. George, na południu.
Temperatury poniżej −18 °C w większości lat zdarzają się na terenie całego stanu, jednak w niektórych rejonach ma to miejsce regularnie. Na przykład w mieście Randolph średnio przez 50 dni rocznie temperatura spada poniżej −18 °C. W lipcu średnie maksymalne temperatury zawierają się w przedziale pomiędzy 29 °C a 38 °C. Jednak niska wilgotność względna oraz wysoki poziom powyżej poziomu morza powodują dużą amplitudę dobową i nawet w środku lata noce zwykle są zimne. Rekordowo wysoka temperatura została zanotowana 4 lipca 2007 roku w St. George i wyniosła 48 °C, natomiast rekord zimna zmierzono w dniu 1 lutego 1985 roku, w miejscu Peter Sinks w Dolinie Niedźwiedziej, na północy Utah kiedy stwierdzono −56 °C. Najniższa temperatura w miejscu zamieszkałym wyniosła −45 °C a zmierzono ją w Woodruff 12 grudnia 1932 roku.

## Parki narodowe i obszary chronione

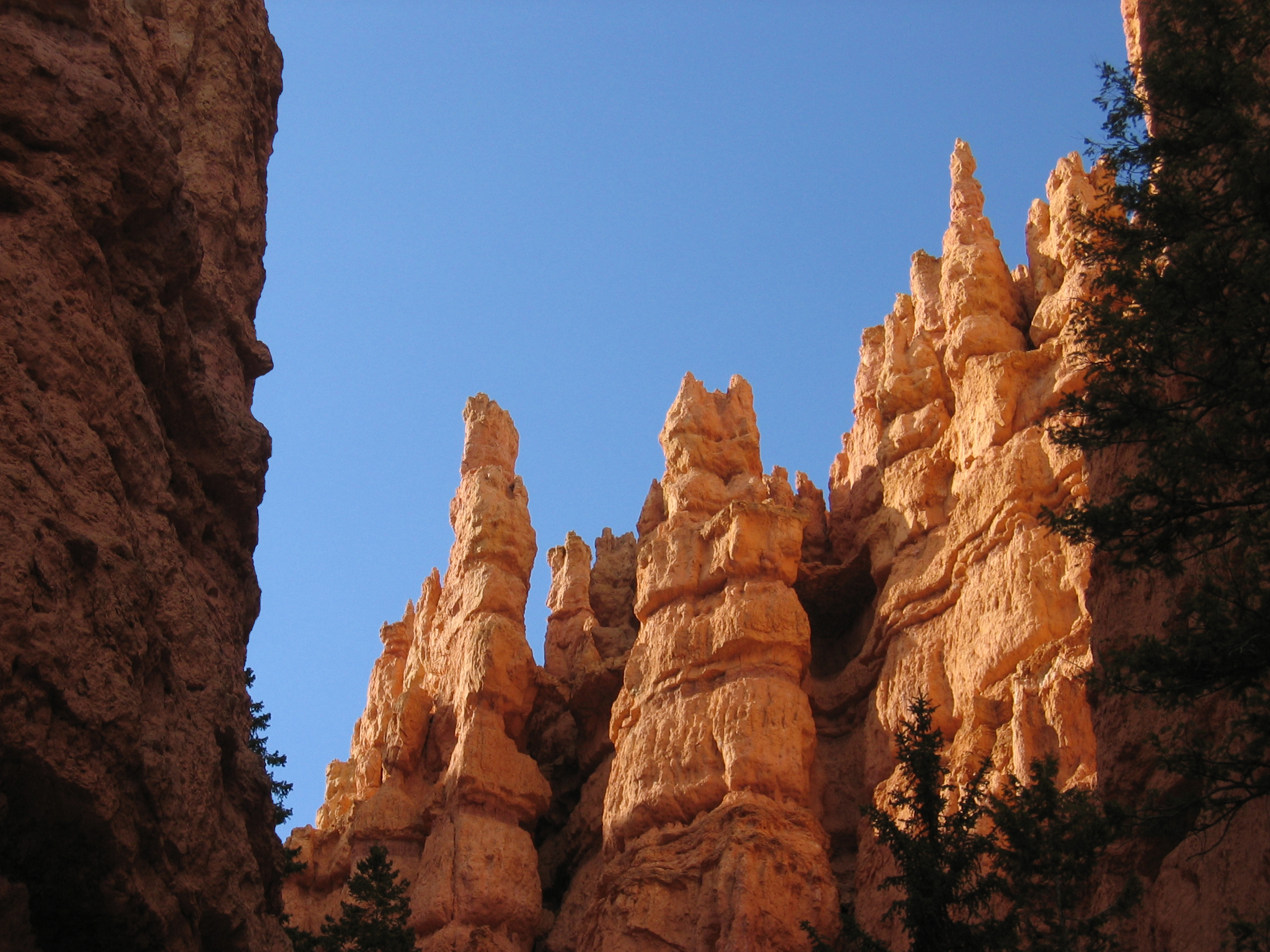
Kanion Bryce

Na terenie stanu jest wiele obszarów i obiektów chronionych prawodawstwem federalnym lub stanowym. Najbardziej znane są parki narodowe, których jest pięć, co plasuje stan na trzecim miejscu w Stanach Zjednoczonych, po Alasce i Kalifornii, a zważywszy na dużo mniejszy obszar stanu daje największe zagęszczenie w Stanach. Ponadto na terenie stanu jest siedem Pomników Narodowych, dwa narodowe rejony ochrony krajobrazu, trzydzieści trzy obszary o statusie chronionych obszarów naturalnych (ang. United States Wilderness Areas) oraz kilkanaście innych obiektów chronionych przez prawo federalne. Ze względu na to iż ochronie federalnej mogą podlegać wyłącznie tereny będące w całości własnością państwa część parków ma status parków stanowych, których jest w Utah czterdzieści trzy. Atrakcyjne obszary znajdujące się w całości na terenie rezerwatów podlegają jurysdykcji społeczności Indian, jak na przykład ma to miejsce w Kanionie Antylopy, bądź w spektakularnej Monument Valley (Dolina Pomników), leżącej na pograniczu Utah i Arizony, która ma status parku szczepu Indian Nawaho (ang. Monument Valley Navaho Tribal Park).
Parkami narodowymi w Utah są:
- Kanion Bryce
- Zion
- Canyonlands
- Arches
- Capitol Reef

## Demografia

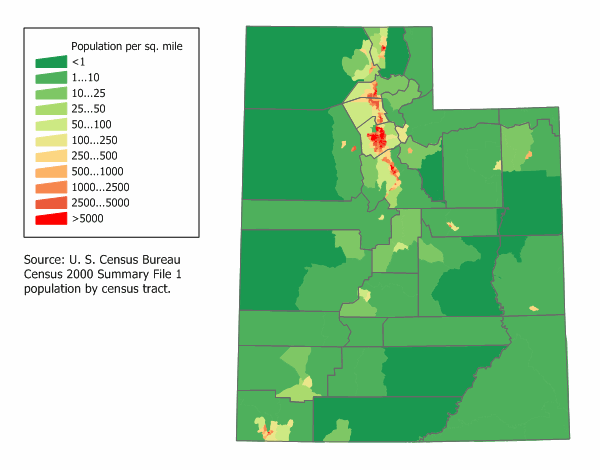
Mapa gęstości zaludnienia w przeliczeniu na milę kwadratową

Spis ludności z roku 2010 stwierdza, że stan Utah liczy 2 763 885 mieszkańców, co oznacza wzrost o 530 716 (23,8%) w porównaniu z poprzednim spisem z roku 2000. Dzieci poniżej piątego roku życia stanowią 8,2% populacji, 29,9% mieszkańców nie ukończyło jeszcze osiemnastego roku życia, a 10,8% to osoby mające 65 i więcej lat. 49,7% ludności stanu stanowią kobiety.
Salt Lake City jest siedzibą Kościoła Jezusa Chrystusa Świętych w Dniach Ostatnich, którego członkowie są potocznie zwani mormonami. Stanowią oni ponad połowę ludności stanu. Przyczynia się to do największego w Stanach Zjednoczonych współczynnika urodzeń – populacja stanu jest czwartą najszybciej rosnącą w Stanach Zjednoczonych – w latach 1990–2000 o 29,6%. Innym skutkiem jest zakaz hazardu – jedyny w Stanach Zjednoczonych obok Hawajów.

### Język
W 2010 roku najpowszechniej używanymi językami były:
- język angielski – 85,91%,
- język hiszpański – 9,32%.

### Rasy i pochodzenie
90,9% mieszkańców stanowi ludność biała (78,5% nie licząc Latynosów), 2,6% to Azjaci, 2,5% ma rasę mieszaną, 1,5% to rdzenna ludność Ameryki, 1,4% to ludność czarna lub Afroamerykanie i 1,0% to Hawajczycy i mieszkańcy innych wysp Pacyfiku. Latynosi stanowią 14,0% ludności stanu.
Do największych grup należą osoby pochodzenia angielskiego (22,5%), niemieckiego (10,6%), meksykańskiego (10,0%), irlandzkiego (5,9%) i szkockiego (5,2%). Do innych większych grup należą osoby pochodzenia „amerykańskiego” (141,8 tys.), duńskiego (139 tys.), szwedzkiego (106,8 tys.), włoskiego (90,2 tys.), norweskiego (68,3 tys.), francuskiego (68 tys.), walijskiego (65,4 tys.), holenderskiego (62,7 tys.) i szwajcarskiego (35,1 tys.). Liczbę Polaków oszacowano na 26 882 (0,9%).

### Religia
Struktura religijna w 2014 r.:
- mormoni – 55%,
- bez religii – 22% (w tym: 2% agnostycy i 3% ateiści),
- protestanci – 13% (głównie zielonoświątkowcy, baptyści, ewangelikalni, luteranie, metodyści, kalwini, anglikanie, adwentyści dnia siódmego, campbellici i uświęceniowcy[14]),
- katolicy – 5%,
- pozostałe religie – 5% (w tym: buddyści, prawosławni, muzułmanie, świadkowie Jehowy, hinduiści, żydzi, bahaiści i unitarianie[14]).

## Podział administracyjny

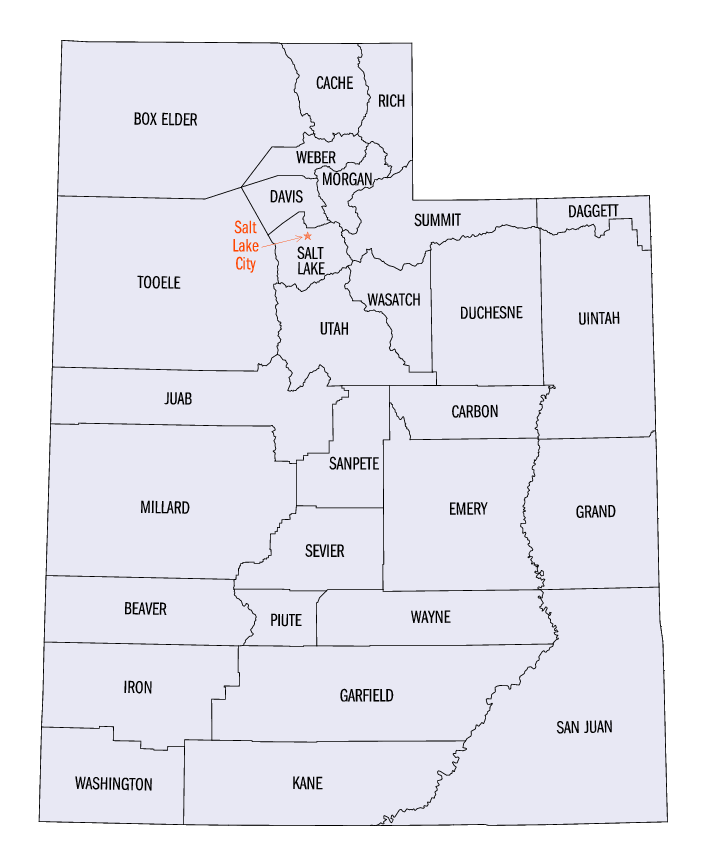
Mapa podziału Utah na hrabstwa

Stan Utah podzielony jest na 29 hrabstw (counties). Pod względem liczebności hrabstw jest to stan, który posiada ich stosunkowo mało, co wynika z pustynnego charakteru i słabego zaludnienia znacznych obszarów Utah. Z liczbą 29 hrabstw znajduje się dopiero na 36. miejscu pośród stanów Stanów Zjednoczonych.
W pierwszym, prowizorycznym Stanie Deseret, obejmującym także część obecnych sąsiednich stanów, w 1849 roku utworzono 7 hrabstw: Davis, Iron, Sanpete, Salt Lake, Tooele, Utah i Weber.
Po utworzeniu Terytorium Utah w 1851 roku (w skład którego wchodziły prawie cała obecna Nevada oraz częściowo Kolorado i Wyoming), władze ustawodawcze terytorium na posiedzeniach w latach 1851–1852 utworzyły trzy kolejne hrabstwa: Juab, Millard i Washington. Następnych 17 hrabstw powstało w latach 1854–1894 poprzez odpowiednie akty prawne Terytorium Utah. Były to Beaver, Box Elder, Cache, Carbon, Emery, Garfield, Grand, Kane, Morgan, San Juan, Piute, Rich, Sevier, Summit, Uintah, Wasatch i Wayne.
Ostatnie dwa hrabstwa powstały już po powstaniu stanu Utah i przyłączeniu jego do Stanów Zjednoczonych w 1896 roku. Utworzone w 1915 roku Duchesne objęło rezerwat Indian Ute, który w roku 1905 na mocy ustawy o zasiedlaniu został otwarty dla osadników. W dniu 7 stycznia 1918 poprzez podział hrabstwa Uintah, drogą głosowania jego mieszkańców, utworzono ostatnie hrabstwo – Daggett. Było to podyktowane względami praktycznymi, gdyż najodleglejsi mieszkańcy hrabstwa musieli do siedziby hrabstwa w miejscowości Vernal pokonać odległość nawet 1300 km.

## Miasta
Na terenie Utah znajdują się 253 miasta (city, town lub metro township), w tym cztery o liczbie ludności przekraczającej 100 000, 66 powyżej 10 000, a 152 powyżej 1000 mieszkańców (2021 r.).
Lista miast zamieszkanych przez 5000 lub więcej osób (2021 r.):

- Salt Lake City (200 478)
- West Valley City (139 110)
- West Jordan (116 541)
- Provo (114 084)
- St. George (99 958)
- Orem (97 861)
- Sandy (95 050)
- Ogden (86 798)
- Layton (83 291)
- South Jordan (80 139)
- Lehi (79 978)
- Millcreek (64 110)
- Taylorsville (59 242)
- Herriman (58 198)
- Logan (54 436)
- Draper (51 749)
- Eagle Mountain (49 738)
- Murray (49 729)
- Bountiful (45 438)
- Riverton (45 148)
- Saratoga Springs (44 164)
- Spanish Fork (43 870)
- Roy (39 358)
- Pleasant Grove (37 949)
- Cedar City (37 206)
- Tooele (37 104)
- Kearns (36 747)
- Springville (36 135)
- Midvale (35 938)
- American Fork (34 422)
- Syracuse (33 331)
- Kaysville (32 976)
- Cottonwood Heights (32 864)
- Clearfield (32 238)
- Holladay (31 390)
- Washington (31 035)
- Magna (29 268)
- South Salt Lake (26 166)
- Farmington (24 775)
- Clinton (23 597)
- North Salt Lake (22 300)
- Payson (22 142)
- Hurricane (21 808)
- North Ogden (21 528)
- Brigham City (19 998)
- West Haven (19 880)
- Highland (19 611)
- Bluffdale (18 835)
- South Ogden (17 541)
- Heber City (17 290)
- Centerville (16 785)
- Santaquin (15 379)
- Smithfield (14 067)
- Vineyard (14 025)
- Grantsville (13 574)
- Mapleton (12 414)
- Lindon (11 709)
- Woods Cross (11 659)
- West Point (11 430)
- Pleasant View (11 177)
- North Logan (11 155)
- Tremonton (10 493)
- Alpine (10 359)
- Vernal (10 241)
- Hyrum (10 036)
- Cedar Hills (10 024)
- Salem (9831)
- Ivins (9532)
- Riverdale (9409)
- Hooper (9367)
- Washington Terrace (9276)
- Providence (8693)
- Park City (8457)
- Price (8267)
- Richfield (8262)
- Plain City (8147)
- South Weber (8125)
- Enoch (8016)
- Farr West (7979)
- Santa Clara (7924)
- Nibley (7529)
- Harrisville (7004)
- Roosevelt (6881)
- Nephi (6600)
- Midway (6339)
- Fruit Heights (6091)
- West Bountiful (5957)
- Perry (5752)
- Ephraim (5719)
- White City (5526)
- Sunset (5515)
- Hyde Park (5420)
- Moab (5317)

## Historia

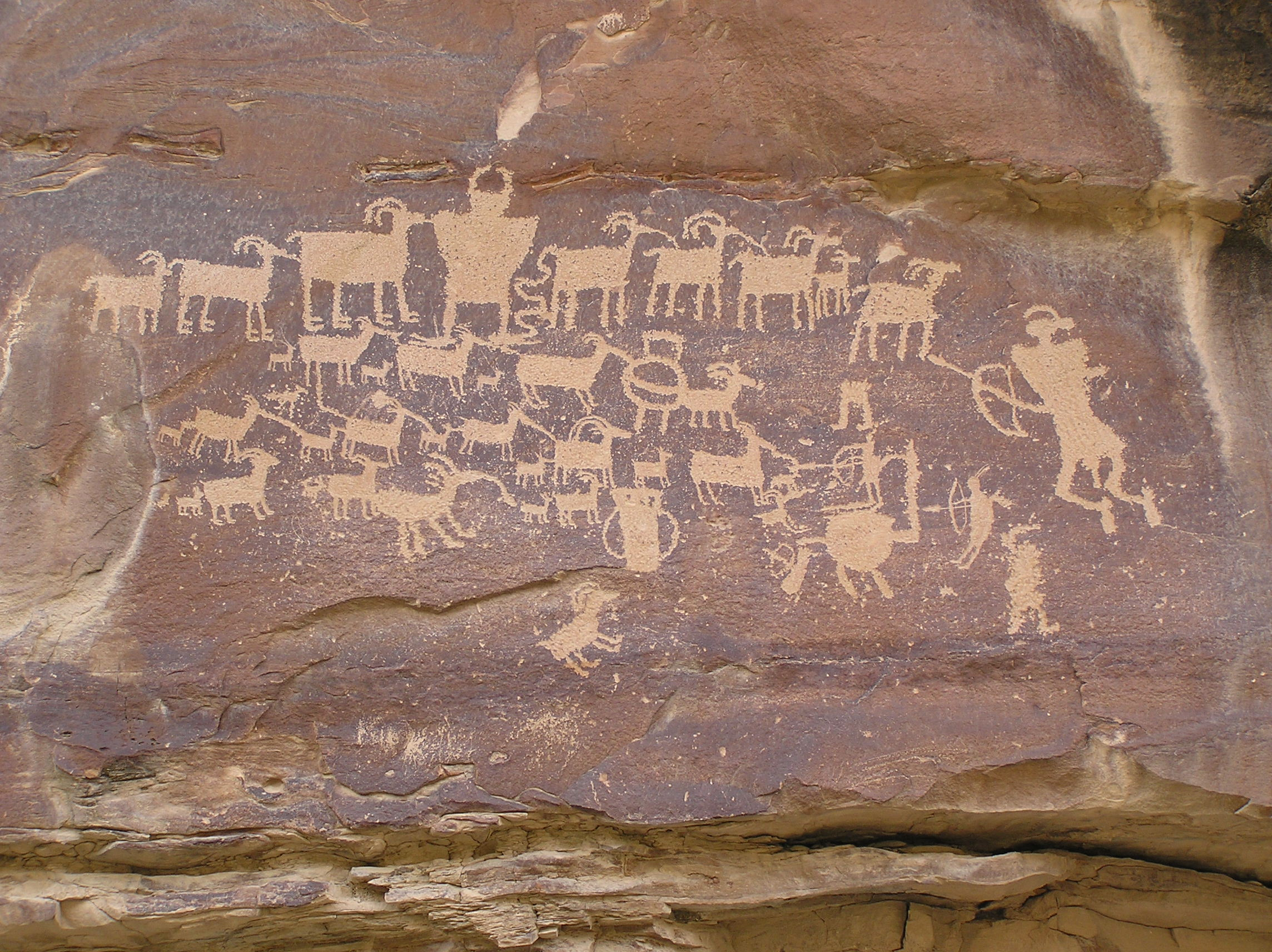
Petroglify kultury Fremont z Kanionu Nine Mile w hrabstwie Duchesne, Utah

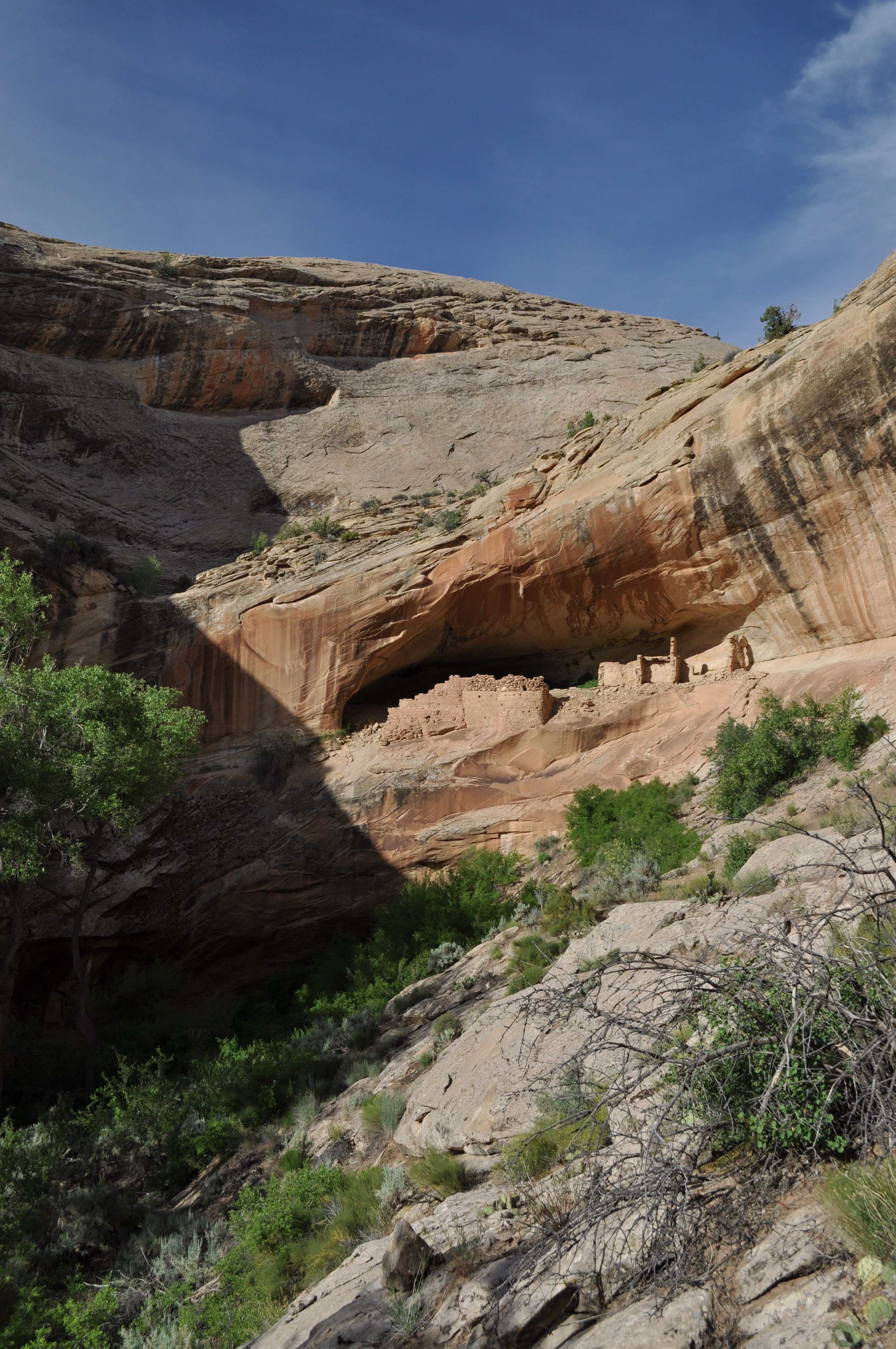
Ruiny osiedla klifowego Indian Anasazi w Parku Stanowym w Hrabstwie Garfield

### Okres prekolumbijski
Człowiek na terenie obecnego Utah pojawił się około 12 000 lat temu. Krótko po ostatnim zlodowaceniu na kontynencie amerykańskim występowała liczna megafauna i ona oprócz zbieractwa jagód, nasion i innych części roślin stanowiła źródło pożywienia. Życie było łatwiejsze, gdyż klimat Utah był chłodniejszy i bardziej wilgotny. Wielkie Jezioro Słone nie było tak zasolone jak obecnie i wokół niego oraz wokół innych jezior, a także wzdłuż licznych strumieni koncentrowało się życie. Najstarszymi zamieszkałymi miejscami jakie dotychczas odkryto są jaskinie leżące na wybrzeżu Wielkiego Jeziora Słonego.
Około 8 tysięcy lat temu zmienił się klimat, wzrosła temperatura i zmniejszyły się opady co spowodowało zmianę stylu życia. Archeologowie nazwali ten okres okresem Kultury Archaicznej. W dalszym ciągu podstawą były zbieractwo i łowiectwo choć odmiennych gatunków roślin i zwierząt. Pozostałościami po tym okresie, odkrytymi przez archeologów, jest wiele typów grotów do różnego rodzaju włóczni oraz liczne naskalne malowidła przedstawiające ludzi, zwierzęta oraz polowania.
Ewolucja stylu życia zaszła około 2000 lat temu. Wtedy mieszkańcy zaczęli prowadzić bardziej osiadły tryb życia. Zaczęto uprawiać ziemię i siać kukurydzę, fasolę oraz różne gatunki dyni (dynia olbrzymia, dynia piżmowa, dynia zwyczajna). Na terenie Utah ewoluowały dwie kultury Indian; na południu i południowym wschodzie Anasazi oraz na północy, północnym zachodzie stanu Kultura Fremont. Obie kultury około 750 roku naszej ery wprowadziły nową technologię łowiectwa: łuk i strzały. Około 500 lat później (połowa XIII wieku) zanikła kultura Fremont, a 30-letnia susza, która zaczęła się około 1270 roku spowodowała migrację Indian Anasazi w kierunku południowym.
Przypuszcza się, że zanik czy migrację spowodował napływ z północy Indian z uto-azteckiej rodziny językowej. Kultura Fremont najprawdopodobniej zasymilowała się z przybyszami natomiast Anasazi, zostali wyparci do Arizony i Nowego Meksyku. Przybysze ewoluowali i stworzyli na terenie Utah cztery grupy. Plemiona północnych Szoszonów, zajmujące się zbieractwem i łowiectwem, zajmujące oprócz północnej części Utah także tereny obecnych Idaho i Wyoming. Druga grupa to Indianie Goshute, żyjący na pustyniach w zachodniej części stanu Utah, do warunków której się zaadaptowali. Trzecią grupę stanowili Południowi Pajutowie zasiedlający południowo-zachodnią część stanu, żyjąc ze zbieractwa oraz uprawy gleby z wykorzystaniem sztucznego nawadniania. Ostatnim, największym plemieniem, obejmującym kilka grup, byli Ute, żyjący w północnej i centralnej części stanu utrzymujący się z handlu końmi i niewolnikami.

### Podbój i tworzenie stanu
- 1776 – hiszpańscy misjonarze Silvestre Velaz de Escalante i Francisco Atanasio Dominquez jako pierwsi badali centralną część dzisiejszego stanu.
- 1824-1825 – Jim Bridger odkrył Wielkie Jezioro Słone.
- 1847 – pierwsza grupa mormonów pod wodzą Brighama Younga przybyła w rejon Wielkiego Jeziora Słonego, dając początek intensywnemu napływowi osadników mormońskich.
- 1848 – cały obszar należał do Meksyku, który utracił go tego roku w wyniku przegranej wojny.
- 1849 – osoby mieszkające na terytorium Utah złożyły petycję o przyjęcie do Unii jako stan Deseret. Kongres odrzucił ich prośbę uzasadniając, że populacja była zbyt mała, a granice zbyt duże (obejmowały nie tylko dzisiejsze Utah, ale większość Nevady i Arizony oraz części kilku innych stanów zachodnich). Jednak decyzją kongresu powstaje zalążek stanu – Terytorium Utah[3].
- 1855-1882 – petycje o utworzenie stanu zostały również złożone w latach 1856, 1862, 1867, 1872 i 1882. Kongres je wszystkie odrzucił stawiając kolejne warunki[3].
- 1861
  - fragmenty wschodnie zostają przyłączone do Terytorium Nebraski i Terytorium Kolorado.
  - z zachodniego fragmentu powstaje Terytorium Nevady.
- 1868 – dalsze fragmenty zachodnie przekazane już stanowi Nevada. Mały fragment północno-wschodni przeszedł do Terytorium Wyoming.
- 1890 – wprowadzenie zakazu wielożeństwa.
- 4 stycznia 1896 – data przyjęcia do Unii (jako 45. stan). Warto nadmienić, że wydarzyło się to 32 lata po tym, jak Terytorium Nevady stało się stanem, mimo iż liczyło mniej mieszkańców niż swoja macierzysta jednostka.

## Gospodarka
Najważniejszymi dziedzinami gospodarki są: górnictwo z produkcją soli, hodowla bydła oraz turystyka.

## Uczelnie
- Uniwersytet Brighama Younga
- College of Eastern Utah
- Ensign College(inne języki) (wcześniej LDS Business College)
- Southern Utah University(inne języki)
- University of Utah
- Utah State University(inne języki)
- Utah Valley University
- Weber State University
- Westminster College, Salt Lake City(inne języki)

## Informacje dodatkowe
Dewiza stanu Utah to: Industry (Pracowitość). Inne symbole stanowe to między innymi: ul pszczeli, mewa kalifornijska, świerk kłujący, trójednik Calochortus nuttallii i wiśnia.